# Kanton Badonviller
Badonviller is een voormalig kanton van het Franse departement Meurthe-et-Moselle. Het kanton maakte deel uit van het arrondissement Lunéville. Op 22 maart 2015 is het kanton opgeheven en zijn de gemeenten opgegaan in het kanton Baccarat.

## Gemeenten
Het kanton Badonviller omvatte de volgende gemeenten:
- Angomont
- Badonviller (hoofdplaats)
- Bionville
- Bréménil
- Fenneviller
- Neufmaisons
- Neuviller-lès-Badonviller
- Pexonne
- Pierre-Percée
- Raon-lès-Leau
- Sainte-Pôle
- Saint-Maurice-aux-Forges